# Župnija Novo mesto - Šmihel
Župnija Novo mesto - Šmihel je rimskokatoliška teritorialna župnija Dekanije Novo mesto Škofije Novo mesto.
Do 7. aprila 2006, ko je bila ustanovljena Škofija Novo mesto, je bila župnija del Nadškofije Ljubljana.

## Farne spominske plošče
V župniji so postavljene Farne spominske plošče, na katerih so imena vaščanov iz okoliških vasi (Birčna vas, Boričevo, Brod, Dolnje Lakovnice, Gornje Lakovnice, Gornje Mraševo, Irča vas, Jama, Mali in Veliki Podljuben, Male in Velike Škrjanče, Petane, Rajnovišče, Rakovnik, Srebrniče, Stranska vas, Šmihel, Grm,  Regrča vas in Vrh pri Ljubnu) ki so padli nasilne smrti na protikomunistični strani v letih 1942–1945. Skupno je na ploščah 133 imen.

## Sakralni objekti
| #                         | Slika                     | Cerkev                                                    | Naselje           |
| ------------------------- | ------------------------- | --------------------------------------------------------- | ----------------- |
| 1.                        | Klikni za spremembo slike | Cerkev svetega Mihaela                                    | Novo mesto        |
| 2.                        | Klikni za spremembo slike | Cerkev svetega Florijana                                  | Gorenje Lakovnice |
| 3.                        | Klikni za spremembo slike | Cerkev svetega Nikolaja                                   | Stranska vas      |
| 4.                        | Klikni za spremembo slike | Cerkev svetega Vida                                       | Uršna sela        |
| Kapeli                    |                           |                                                           |                   |
| 1.                        |                           | Kapela svetega Jožefa v Domu starejših občanov Novo mesto | Novo mesto        |
| 2.                        | Klikni za spremembo slike | Kapela Rožnovenske Matere Božje na Pokopališču Šmihel     | Novo mesto        |
| Nekdanja sakralna objekta |                           |                                                           |                   |
| 1.                        | Klikni za spremembo slike | Cerkev svetega Roka (v ruševinah)                         | Novo mesto        |
| 2.                        | Klikni za spremembo slike | Kapela svetega Jožefa (kapela Dvorca Ruperčvrh, porušena) | Stranska vas      |